# 조이 라이언

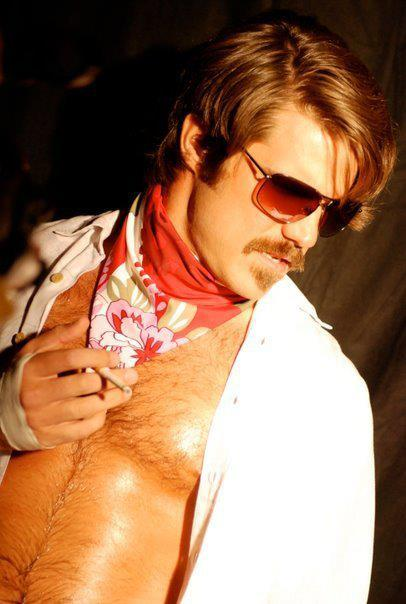

조이 라이언(Joey Ryan, 본명: 조셉 라이언 미한, Joseph Ryan Meehan, 1979년 11월 7일 ~ )은 미국의 프로레슬링 선수로 본명은 조지프 라이언 미언(Joseph Ryan Meehan)이다. 키는 177cm 몸무게는 94kg이다.
프로 레슬러로서의 초기 시절에 그는 5명의 다른 레슬러와 함께 남부 캘리포니아 프로모션 프로 레슬링 게릴라(PWG)를 설립하여 PWG 월드 및 PWG 월드 태그 팀 챔피언십을 개최했다. 그는 나중에 독립 서킷에 출연하여 링 오브 아너(Ring of Honor), 레슬링 소사이어티 X(Wrestling Society X), 메이저 리그 레슬링(Major League Wrestling) 및 DDT 프로레슬링(아이언맨 헤비메탈급 챔피언십을 43회 개최)과 같은 프로모션을 위해 씨름했다. Ryan은 또한 TV 시리즈 루차 언더그라운드, 임팩트 레슬링 및 내셔널 레슬링 얼라이언스(NWA)를 위해 씨름하여 후자의 칼 앤더슨과 함께 NWA 월드 태그 팀 챔피언이 되었다. 할리우드의 NWA 챔피언십 레슬링에서 라이언은 헤드 부커로 활동했으며 바 레슬링의 발기인이었다. 그는 특히 유폰플렉스(YouPorn-Plex) 활동의 일부로 자신의 성기를 사용하는 것으로 유명했다.
2020년 6월 스피킹 아웃 운동 중에 미한은 여러 여성으로부터 성추행 혐의로 기소되었고 이후 임팩트 레슬링에서 풀려났다. 그는 고발을 부인하고 일부 고발자와 임팩트 레슬링에 대해 소송을 제기했다.